# Tiroteo en el puente Danziger
La mañana del 4 de septiembre del 2005, seis días después de que el huracán Katrina azotara Nueva Orleans, miembros del Departamento de Policía de Nueva Orleans (NOPD), supuestamente atendiendo una llamada de un oficial bajo fuego, dispararon y mataron a dos civiles en el Puente Dazinger, respondiendo a una llamada de un oficial bajo fuego: James Brissette, de 17 años, y Ronald Madison, de 40. Otros cuatro civiles resultaron heridos. Todas las víctimas eran afroamericanas. Ninguno estaba armado ni había cometido ningún delito y Madison, un hombre con discapacidad mental, recibió un disparo en la espalda. El tiroteo provocó la ira pública y erosionaron aún más la confianza de la comunidad en el NOPD y la respuesta federal al huracán Katrina en general.
El NOPD intentó encubrir los asesinatos, informando falsamente que siete agentes de policía respondieron a un despacho policial que informaba de la caída de un que informaba de la caída de un agente y que al menos cuatro sospechosos estaban disparando contra los agentes a su llegada. El reverendo Raymond Brown, director local de la  Red de Acción Nacional (NAN), describió los tiroteos como "... una tragedia racial".
El 5 de agosto de 2011, un jurado federal en Nueva Orleans condenó a 5 agentes del NOPD por varios cargos relacionados con el encubrimiento y la privación de derechos civiles. Un abogado del Departamento de Justicia de Estados Unidos describió el caso como "el proceso por mala conducta policial más importante [en Estados Unidos] desde el caso de Rodney King". Sin embargo, el juez de distrito estadounidense Kurt Engelhards anuló las condenas el 17 de septiembre de 2013 debido a la mala conducta del fiscal y se ordenó un nuevo juicio mala conducta del fiscal y se ordenó un nuevo juicio.pero un tribunal federal de apelaciones acordó que se justificaba un nuevo juicio.
El 20 de abril de 2016, los cinco exagentes se declararon culpables de varios cargos relacionados con el tiroteo y, a cambio, recibieron sentencias reducidas que oscilaban entre tres y doce años de prisión. Tres de los agentes son blancos y dos son afroamericanos.

## Tiroteo en el puente
El 4 de septiembre de 2005, casi una semana después de que el huracán Katrina azotara Nueva Orleans, varios agentes del Departamento de Policía de Nueva Orleans (NOPD) llegaron al puente Danziger. Los oficiales involucrados incluyeron al sargento Kenneth Bowen, el sargento Robert Gisevius, el oficial Anthony Villavaso y el oficial Robert Faulcon. Los agentes llegaron en un camión alquilado de Budget; ninguno de ellos vestía uniforme; y estaban armados con rifles, entre ellos AK-47, al menos uno de los cuales no estaba autorizado, y un rifle de asalto tipo carabina M4. Un testigo, Kasimir Gaston, describió a los agentes haciendo fila "como en un campo de tiro". Los agentes abrieron fuego sin previo aviso contra la familia y el amigo de Bartholomew, que caminaban hacia una tienda de comestibles y luego se refugiaban detrás de una barrera de concreto.
Como resultado de este tiroteo inicial, James Brissette, de 17 años y un amigo de la familia; fue asesinado. Otros cuatro civiles resultaron heridos. El brazo de Susan Bartholomew fue parcialmente arrancado y luego tuvo que ser amputado. Su marido, Leonard, recibió disparos en la espalda, la cabeza y el pie. Lesha, la hija adolescente de los Bartholomew, recibió cuatro disparos. José Holmes Jr., un amigo de Brissette, recibió disparos en el abdomen, la mano y la mandíbula.
Dos hermanos que huyeron de la escena, Ronald y Lance Madison, fueron perseguidos por el puente por los agentes Gisevius y Faulcon en un vehículo de la Policía Estatal de Luisiana sin distintivos. Faulcon disparó su escopeta desde la parte trasera del auto a Ronald, un hombre discapacitado del desarrollo que luego murió a causa de sus heridas. La autopsia encontró que Ronald sufrió siete heridas de bala, cinco de ellas en la espalda. Más tarde, Bowen fue declarado culpable de pisotear a Madison en la espalda antes de morir, aunque esta condena fue anulada por falta de pruebas físicas.
Luego, Lance fue detenido y acusado de ocho cargos de intento de matar a agentes de policía. Estuvo detenido durante tres semanas antes de ser liberado sin acusación.
No se recuperaron armas en el lugar, y tanto la policía como los testigos civiles testificaron que las víctimas estaban desarmadas. Una investigación posterior mostró que algunos disparos habían sido realizados en el área por residentes atrapados que intentaban atraer la atención de rescatistas.

## Investigación inicial y encubrimiento
Los tiradores del NOPD declararon que mientras se acercaban al puente, civiles les habían disparado y se vieron obligados a devolver el fuego. El detective de homicidios Arthur "Archie" Kaufman fue nombrado investigador principal del caso. Más tarde fue declarado culpable de conspirar con los acusados para ocultar pruebas con el fin de que los disparos parecieran justificados, incluida la fabricación de información para sus informes oficiales sobre el caso. El teniente del NOPD, Michael Lohman, también alentó a los agentes a "proporcionar historias falsas sobre lo que había precipitado el tiroteo" y a colocar un arma de fuego cerca de la escena.

## Investigación continua
Los agentes implicados en el tiroteo fueron detenidos el 2 de enero de 2007 y acusados de asesinato y intento de asesinato. Gisevius, Bowen y Villavaso fueron acusados del asesinato en primer grado de Brissette. Faulcon fue acusado del asesinato en primer grado de Madison. Esos agentes, así como los agentes del NOPD Michael Hunter, Ignatius Hills y Robert Barrios, fueron acusados de intento de asesinato en relación con las otras cuatro víctimas.
El 13 de agosto de 2008, las acusaciones fueron desestimadas por el juez de distrito Raymond Bigelow debido a mala conducta fiscal. Bigelow encontró que los fiscales habían instruido erróneamente al gran jurado, utilizado indebidamente el testimonio del gran jurado contra tres de los acusados y divulgado el testimonio del gran jurado a un testigo del caso.
Dos semanas después, el FBI y la División de Derechos Civiles del Departamento de Justicia comenzó a investigar los tiroteos. El abogado Jim Letten del distrito Este de Luisiana prometió que su oficina tomaría "todo el tiempo y los recursos necesarios" para resolver el caso.
En 2010, la investigación resultó en una serie de declaraciones de culpabilidad de los participantes en el encubrimiento. El 24 de febrero de 2010, Lohman se declaró culpable de obstrucción de la justicia en un tribunal federal.  El 11 de marzo, Jeffrey Lehrmann, otro ex oficial del NOPD, se declaró culpable de desvío de un delito grave por no informar el encubrimiento. El 7 de abril, Michael Hunter, uno de los siete agentes acusados originalmente de intento de asesinato en 2007, se declaró culpable de prisión errónea de un delito grave y obstrucción de la justicia. Más tarde, Hunter se convirtió en un testigo clave en el caso contra Bowen, Gisevius, Faulcon y Villavaso.
El 16 de abril, Barrios fue acusado de un cargo de conspiración para obstruir la justicia, convirtiéndose en el cuarto oficial del NOPD acusado a nivel federal en el caso. Rápidamente renunció a la fuerza y cooperó con la investigación. Un quinto hombre, Marion David Ryder, un civil que presenció el incidente y se presentó falsamente como un agente de la ley armado, también fue acusado en el caso. Fue acusado de mentir al FBI sobre el suceso cuando afirmó que una de las víctimas tenía un arma. Ryder también enfrentó un cargo de arma ya que era un delincuente convicto. El 28 de abril, Barrios y Ryder se declararon culpables.
El 21 de mayo, Hills fue acusado mediante una carta, por un cargo de conspiración para obstruir la justicia y un cargo de comisión de un delito grave, convirtiéndose en el quinto oficial del NOPD acusado a nivel federal. Había dimitido de la fuerza el día anterior. Un ex oficial de policía declaró en el juicio de Hills que había usado un insulto racial al describir más tarde cómo intentó "dispararle una ronda" a Leonard Bartholomew, de 14 años. Hill y Bartholomew son ambos afroamericanos.
El 13 de julio de 2010, un gran jurado federal acusó formalmente a Bowen, Gisevius, Faulcon y Villavaso en relación con el tiroteo y el posterior encubrimiento. Además, Kaufman y Gerard Dugue, los investigadores originales del caso, fueron acusados de falsificar informes y procesamiento falso en la conspiración para encubrir el tiroteo.
Mientras que el gobierno federal carecía de jurisdicción para presentar cargos de asesinato en el caso, pudieron presentar cargos bajo los estatutos federales de derechos civiles destinados a hacer cumplir la Sección 1 de la Decimocuarta Enmienda a la Constitución de los Estados Unidos. Según el Título 18 U.S.C. Sección 242, "Privación de derechos bajo apariencia de ley", cualquiera que actúe, bajo color de ley, para privar ilegalmente a un ciudadano de su derecho a la vida, puede ser condenado a muerte.

## Sentencia
El 22 de septiembre de 2010, Lehrmann fue condenado a tres años de prisión. En 2011, los fiscales pidieron a un juez que redujera su sentencia debido a su cooperación, pero la solicitud fue rechazada alegando que ya había sido suficientemente recompensado por su cooperación. Lehrmann salió de prisión el 22 de abril de 2014.
El 1 de diciembre de 2010, Hunter fue sentenciado a ocho años de prisión y tres años de libertad supervisada. También recibió una multa de 2500 dólares.
El 24 de septiembre de 2011, Ryder fue sentenciado a ocho meses de prisión, seguidos de ocho meses de prisión domiciliaria. Salió de prisión el 1 de junio de 2012.
El 5 de octubre de 2011, Hills fue sentenciado a 6,5 años de prisión. El fue liberado el 11 de julio de 2017.
El 2 de noviembre de 2011, Lohman fue sentenciado a cuatro años de prisión y tres años de libertad supervisada. Los fiscales pidieron una sentencia de dos años debido a su cooperación, pero la solicitud fue rechazada. También recibió una multa de $2500 y se le ordenó realizar 300 horas de servicio comunitario y reunirse con clases de reclutamiento del NOPD para advertir a otros oficiales que podrían verse tentados a violar la ley. Lohman fue liberada de prisión el 26 de junio de 2015.
El 1 de diciembre de 2011 Barrios fue condenado a cinco años de prisión. Fue puesto en libertad el 17 de mayo de 2016. Se dictaron veredictos de culpabilidad para Bowen, Gisevius, Faulcon, Villavaso y Kaufman el 5 de agosto de 2011.
El 4 de abril de 2012, el juez de distrito Kurt D. Engelhardt condenó a Faulcon a 65 años de prisión, a Bowen y Gisevius a 40 años, a Villavaso a 38 años y a Kaufman a seis años. Engelhardt criticó la forma en que se había llevado a cabo la acusación y afirmó que estaba "asombrado y profundamente preocupado" por la cantidad de acuerdos de culpabilidad ofrecidos a otros participantes que sirvieron como testigos. Los fiscales federales respondieron que los acuerdos de culpabilidad habían sido necesarios para un caso difícil que había sido "sin resolver" cuando asumieron la responsabilidad.
Aunque los fiscales federales recomendaron reducciones de sentencia tanto para Hunter como para Hills debido a su cooperación, sus solicitudes fueron rechazadas. En ambos casos, el juez que presidió el tiro señaló que los dos ya estaban recibiendo una gran indulgencia, ya que ambos habían disparado maliciosamente y fallado. En el caso de Hills, el juez también dijo que él y Villavaso habían cometido esencialmente el mismo delito, pero que sólo Villavaso enfrentaba décadas de prisión. Hunter salió de prisión el 17 de septiembre de 2018 y Hills salió de prisión el 11 de julio de 2017.